# Borussia Dortmund/Saison 2021/22
Der Artikel behandelt den Verlauf der Saison 2021/22 des deutschen Fußball-Bundesligisten Borussia Dortmund.

## Vorbereitung auf die Saison

### Personalveränderungen
Im Vorfeld auf die Saison wurde mit Gregor Kobel vom Ligakonkurrenten VfB Stuttgart ein 23-jähriger Torhüter verpflichtet, der mit den Landsmännern Roman Bürki und dem bis dato verletzten Marwin Hitz in Konkurrenz trat. Als Verstärkung für die Abwehr holte man den 17-jährigen Franzosen Soumaïla Coulibaly, der aber verletzungsbedingt nicht an der Vorbereitung teilnehmen konnte. Außenverteidiger Marcel Schmelzer erhielt eine Vertragsverlängerung um ein weiteres Jahr und wird weiterhin seine Rehamaßnahmen im Vereinsumfeld absolvieren. Einige Wochen nach der Verpflichtung Coulibalys nahm man auch dessen ehemaligen Teamkameraden aus der Pariser U19, den Mittelfeldspieler Abdoulaye Kamara, unter Vertrag. Um den Abgang von Jadon Sancho, einem der besten Scorer des Teams der letzten Jahre, zu kompensieren, wurde Donyell Malen von der PSV Eindhoven geholt, der mit den Niederlanden an der EM 2021 teilgenommen hatte.
Nach elf Jahren im Dienste des BVB verabschiedete sich Außenbahnspieler Łukasz Piszczek in seine polnische Heimat, wo er weiter als Amateurspieler tätig ist, Mittelfeldspieler Sergio Gómez kehrte hingegen nicht von seiner Leihe aus Spanien zurück und wechselte stattdessen fest zum FC Brügge. Vizeeuropameister Jadon Sancho, der drei volle Profispielzeiten in Schwarz-Gelb absolviert hatte, wechselte nach dem Ende seines Urlaubs zurück in seine englische Heimat, wo er beim Vizemeister und Europapokalteilnehmer Manchester United einen Fünfjahresvertrag unterschrieb.

### Testspiele und Trainingslager
Das erste Testspiel absolvierte das Team am 13. Juli 2021 gegen den Südwestregionalligisten FC Gießen und gewann mit 2:0. Mit Manuel Akanji, Jude Bellingham, Emre Can, Thomas Delaney, Raphaël Guerreiro, Thorgan Hazard, Mats Hummels, Thomas Meunier, Jadon Sancho und Axel Witsel fehlten zehn Spieler, die noch mit ihren Nationalteams an der EM 2021 teilgenommen hatten. Um den Kader aufzufüllen und sich im Profiumfeld zu zeigen, nahm der neue Trainer Marco Rose 17 Nachwuchsspieler mit, darunter Nnamdi Collins, Antonios Papadopoulos, Immanuël Pherai oder Ted Tattermusch.
Am 17. Juli hätte die Mannschaft gemeinsam mit dem amtierenden Zweitligameister VfL Bochum sowie dem Reviernachbarn MSV Duisburg am schauinsland reisen CUP DER TRADITIONEN teilnehmen sollen. Aufgrund mehrerer teaminterner SARS-CoV-2-Infektionsfälle sagte Duisburg jedoch seine Teilnahme ab, weshalb lediglich gegen Bochum gespielt wurde. Während in der ersten Hälfte neun Spieler aus der ersten Mannschaft auf dem Rasen standen, spielten nach dem Seitenwechsel hauptsächlich U23-Akteure. Dortmund verlor mit 1:3, den Treffer erzielte der Kroate Marco Pašalić.

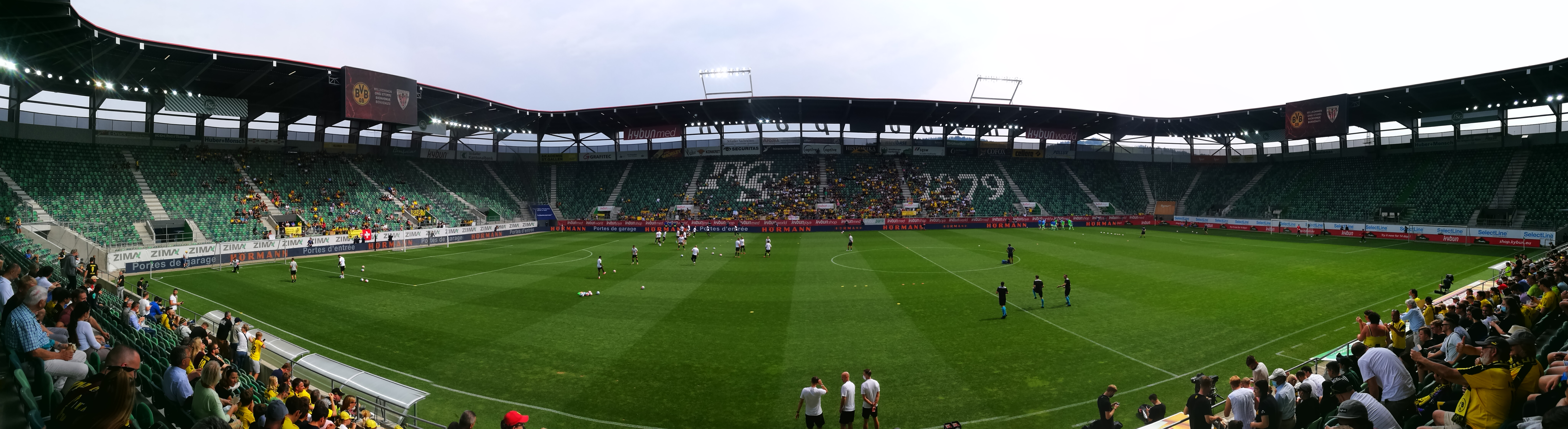
24. Juli 2021: Testspiel im St. Galler Kybunpark gegen Athletic Bilbao

Im Anschluss befand sich Borussia Dortmund zwischen dem 23. und dem 31. Juli wie gewohnt im Trainingslager in Bad Ragaz. Im Rahmen dessen wurden in St. Gallen und Altach Testpartien gegen Athletic Bilbao (0:2) und den FC Bologna ausgetragen. Gegen die Spanier folgte die zweite Testspielniederlage in Folge. Neben elf Spielern der ersten Mannschaft – darunter nach wie vor keine aktiven Nationalspieler – erhielten erneut Akteure aus der zweiten Mannschaft eine Chance, wie auch die mitgereisten A-Junioren Dennis Lütke-Frie, Göktan Gürpüz, Jamie Bynoe-Gittens und Noah Mrosek. Dortmund hatte mehrere Chancen, scheiterte aber an der mangelhaften Verwertung sowie am gegnerischen Keeper, im Gegensatz zum in der zweiten Hälfte spielenden Roman Bürki hielt Neuzugang Gregor Kobel sein Tor in der ersten Halbzeit sauber. Teil des zunächst 28-köpfigen Teams waren auch Colin Kleine-Bekel und Tom Rothe (beide U19) sowie der immer noch verletzte Marcel Schmelzer. Das letzte Testspiel gegen Bologna gewann das Team mit 3:0, der vier Monate lang verletzte Youssoufa Moukoko kehrte im Rahmen dessen wieder auf den Rasen zurück, wohingegen weiterhin keiner der EM-Fahrer mitwirkte.

## Saison 2021/22 – Bundesliga, DFB-Pokal, DFL-Supercup und UEFA Champions League

### Hinrunde

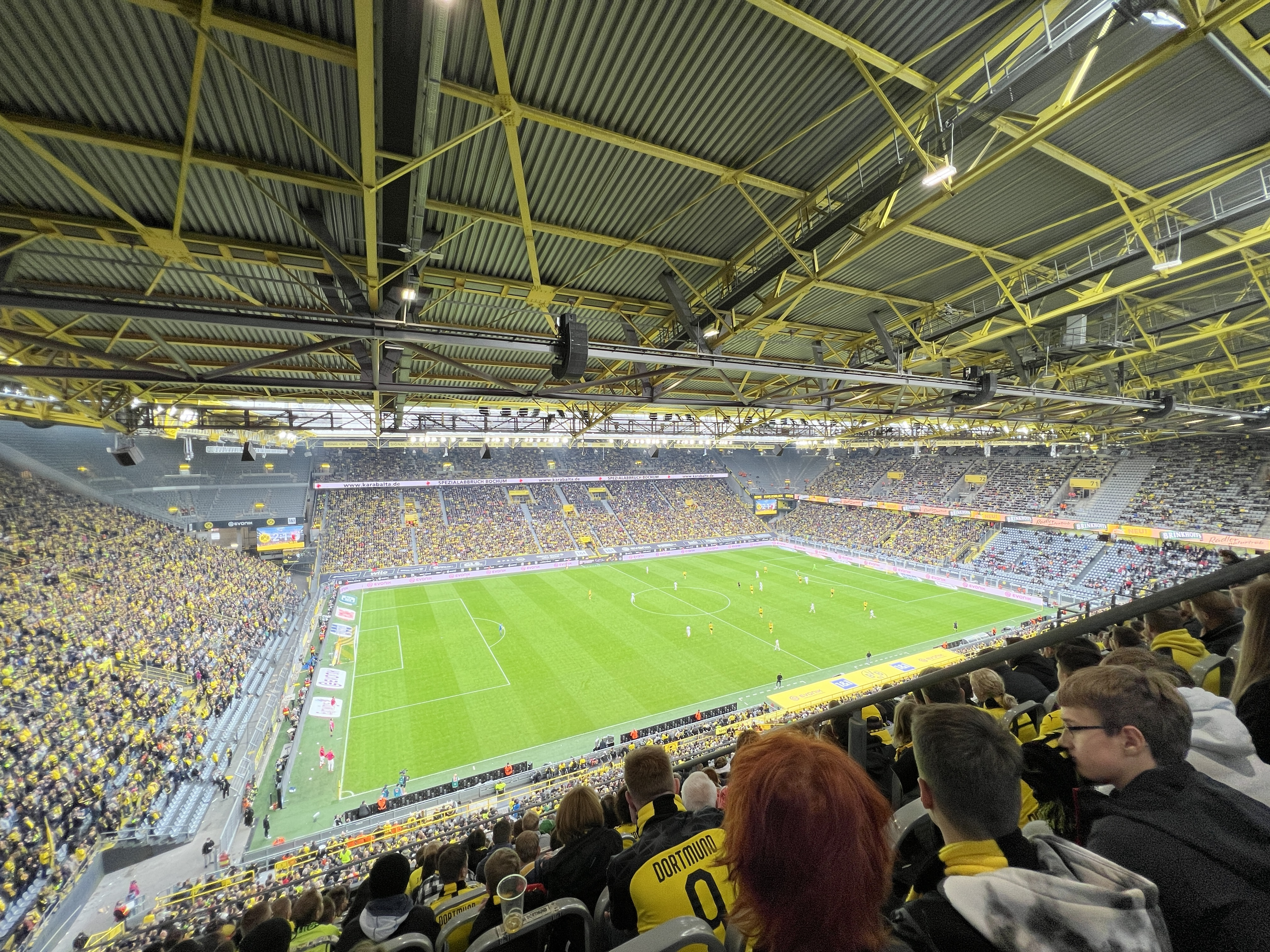
2. Oktober 2021: Heimspiel gegen den VfB Stuttgart

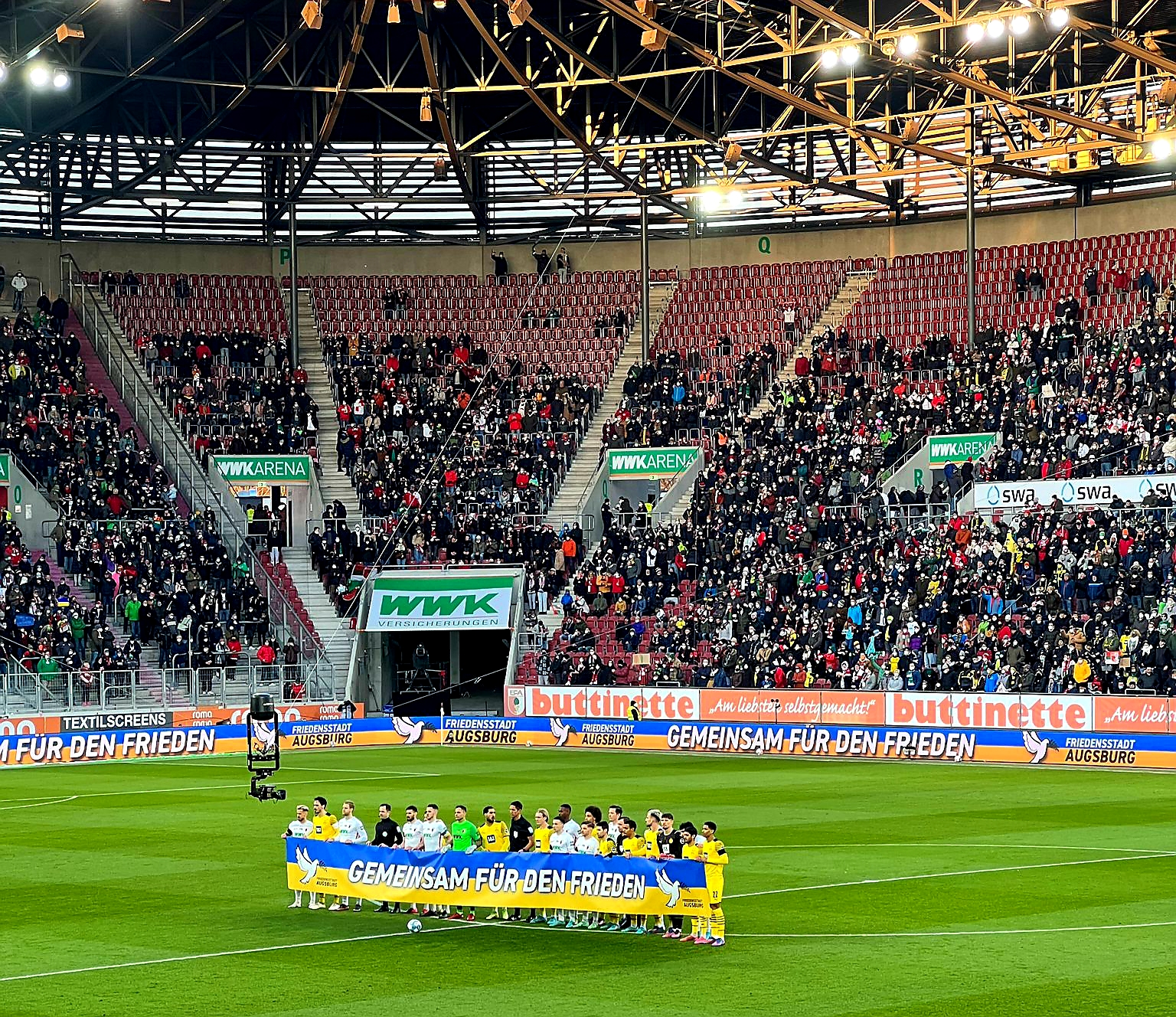
27. Februar 2022: Auswärtsspiel gegen den FC Augsburg; Spieler und Schiedsrichter beim Protest gegen den russischen Überfall auf die Ukraine.

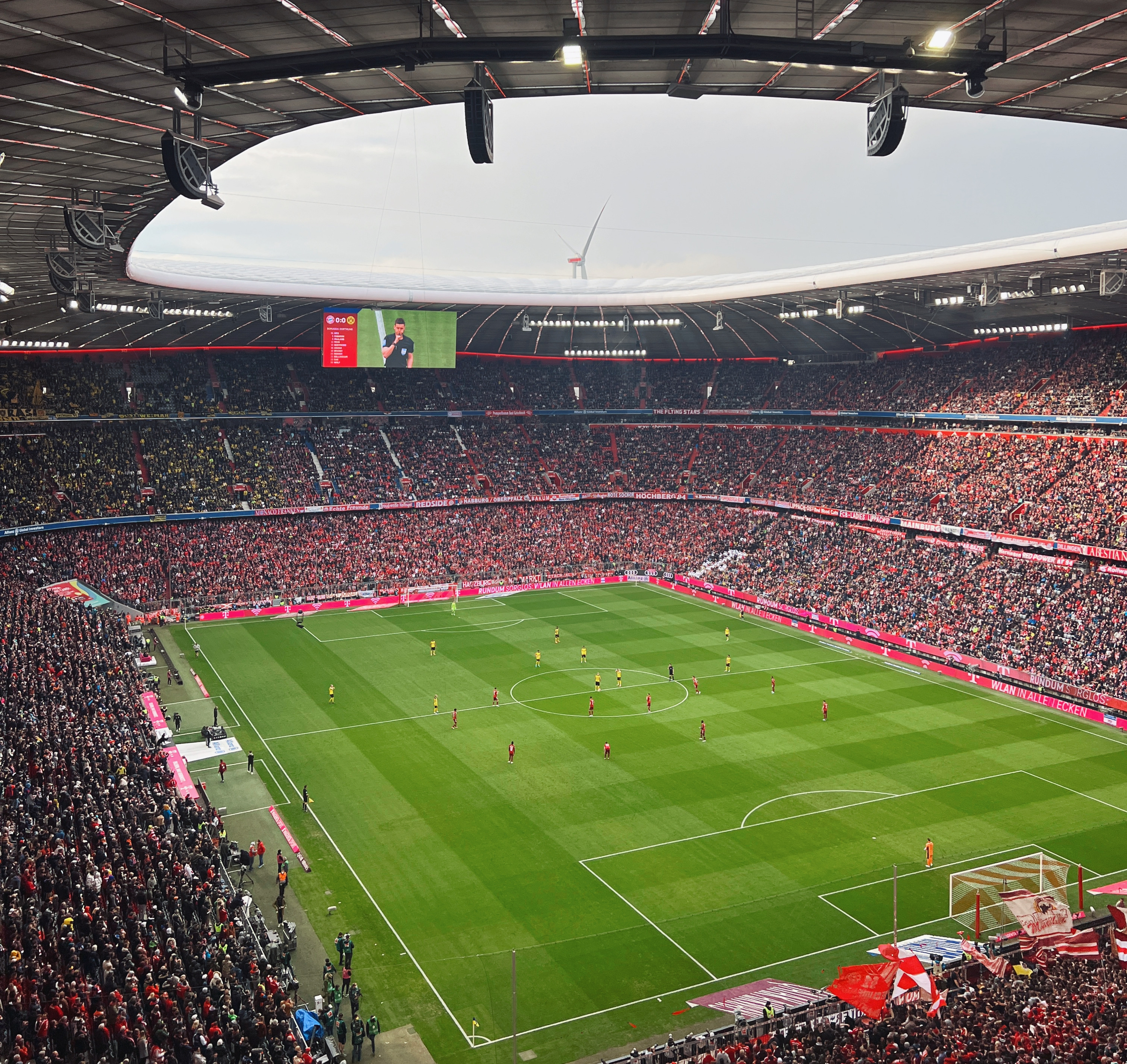
23. April 2022: Auswärtsspiel gegen den FC Bayern München; Anpfiff zur ersten Halbzeit durch Schiedsrichter Daniel Siebert.

Die Pflichtspielsaison des BVB begann am 7. August 2021 mit einer Auswärtspartie in der 1. Hauptrunde des DFB-Pokals gegen den Drittligisten SV Wehen Wiesbaden. Diese wurde mit 3:0 gewonnen, alle drei Tore erzielte Erling Haaland, davon eins per Strafstoß. Im Vorfeld fielen Julian Brandt und Thomas Meunier aufgrund von SARS-CoV-2-Infektionen aus, Mats Hummels stand wegen Problemen an der Patellasehne ebenfalls nicht zur Verfügung. Da sich zusätzlich sowohl Dan-Axel Zagadou wie auch Neuzugang Soumaïla Coulibaly nach ihren schweren Verletzungen noch im Aufbautraining befanden, musste der neue Trainer Marco Rose in seinem ersten Pflichtspiel auf zwei defensiv einsetzbare Akteure aus der U23 sowie einen aus der A-Jugend zurückgreifen; Antonios Papadopoulos, der in der Startelf stand, sowie Lennard Maloney und Göktan Gürpüz. Da der ebenfalls in der Innenverteidigung geschulte Emre Can mit einer Wadenverletzung genauso ausfiel, rückte Papadopoulos neben Manuel Akanji, den letzten verbliebenen Spieler auf dieser Position, wohingegen Nico Schulz und Felix Passlack die Außenbahnen bespielten. Im Tor kam Gregor Kobel zu seiner Premiere im Trikot des BVB, ein anderer Neuling, Donyell Malen, wurde in der zweiten Hälfte eingewechselt.
Beim Bundesligaauftakt gegen Eintracht Frankfurt kehrte Axel Witsel aufs Feld zurück und spielte erstmals für Dortmund als Innenverteidiger. Dies war den nach wie vor bestehenden Engpässen in der Verteidigung geschuldet, weshalb auch Antonios Papadopoulos erneut im 20er-Aufgebot stand und nach einer Einwechslung zu seinem Debüt in der höchsten deutschen Spielklasse kam. Beim 5:2-Heimsieg traf Erling Haaland vor 25.000 Zuschauern zweimal und bereitete drei weitere Tore vor, bereits zum Halbzeitpfiff stand es 3:1 für den BVB. Während der erste Gegentreffer durch den Eigentorschützen Felix Passlack in der 27. Minute fiel, musste die Eintracht bis in die Schlussphase warten, bevor sie ein zweites Mal die Dortmunder Defensive überwinden konnte. Kapitän Marco Reus erzielte seinen 100. Ligatreffer für die Borussia, was vor ihm erst neun weiteren Dortmundern wie Manfred Burgsmüller, Alfred Preißler oder Michael Zorc gelungen war.
Im Gegensatz zum Frankfurt-Spiel stellte Rose im DFL-Supercup gegen Bayern München von einem 4–3–3– auf ein 4–4–2–System um. Giovanni Reyna und Jude Bellingham agierten so offensiver und Reus wurde vom Flügel auf seine angestammte Position hinter dem Sturm, den diesmal neben Haaland auch Youssoufa Moukoko besetzte, beordert. Die am besten durch den kicker bewerteten Dortmunder Akteure waren Keeper Kobel und Sechser Mahmoud Dahoud (jeweils Note 2,5), wohingegen kein weiterer Defensivspieler eine bessere Zensur als eine 4 erhielt. Den rechten Außenverteidiger Passlack ereilte gar aufgrund mehrerer zu Gegentreffern führender Fehler die Note 5,5. Somit konnten die Münchner den Supercup verteidigen und die wettbewerbsinterne Statistik gegen den BVB auf 5:5 Siege ausgleichen. Im Anschluss erkannten beispielsweise die Ruhrnachrichten vor allem die nach wie vor präsenten Defensivschwächen auf Seiten Dortmunds und sprachen hinsichtlich des Ergebnisses von einem „gewohnten Ende“. Am Rande der Partie reagierte Sportdirektor Michael Zorc wiederholt auf Gerüchte über einen Wechsel Erlings Haalands, indem er dessen Verbleib bis mindestens Sommer 2022 zusicherte.
Nach der Niederlage gegen München verlor man auch in der Bundesliga gegen den SC Freiburg. Bereits am 2. Spieltag musste der BVB so einem statistisch schwächeren Gegner drei Punkte überlassen. Während das Team vorne keinen Zugriff bekam und nur durch ein Eigentor von Yannik Keitel überhaupt zu einem Torerfolg kam, war die Defensive erneut nicht souverän genug; vor allem Felix Passlack offenbarte laut dem Portal weltfussball.de „erneut große Schwächen“. Dortmund verpasste den (saisonübergreifenden) neunten Bundesligasieg in Folge, was einen Klubrekord bedeutet hätte, zumindest kehrten mit Hummels, Guerreiro und Can drei vormals Verletzte nach Einwechslungen zurück auf den Platz. Thomas Delaney, um den sich bereits länger Wechselgerüchte rankten, fuhr hingegen gar nicht erst mit in den Breisgau. Im Anschluss an den 2. Spieltag unterschrieb der dänische Nationalspieler dann auch nach drei Jahren in Schwarz-Gelb einen Vierjahresvertrag beim FC Sevilla, der wie die Borussia an der Champions League teilnahm.
Gegen die TSG 1899 Hoffenheim rückte der von einer SARS-CoV-2-Infektion genesene Thomas Meunier für Felix Passlack auf die rechte Abwehrseite, Guerreiro konnte dagegen erstmals auf der linken Außenbahn von Beginn an spielen. Eine Vierermittelfeldraute positionierte Trainer Marco Rose vor einer aus Erling Haaland und Donyell Malen bestehenden Doppelspitze. In einer kampfbetonten Partie zeigte sich der BVB besonders im Zentrum anfällig, wo Axel Witsels Temponachteile den Gästen mehrere Chancen ermöglichte. Dortmund war jedoch auch häufiger in Ballbesitz, schloss um einiges öfter ab und spielte mehr erfolgreiche Pässe. Nachdem Hoffenheim zweimal hatte ausgleichen können, nutzte Haaland in der 1. Minute der Nachspielzeit eine chaotische Situation im Strafraum, um den Ball aus nächster Nähe unter die Latte zu berfördern und seinem Team ein ums andere Mal den Sieg zu retten. Wenige Tage nach dem Spiel reagierte man mit der leihweisen Verpflichtung von Marin Pongračić vom Ligakonkurrenten VfL Wolfsburg auf den Engpass in der Defensive.
Jener Pongračić wurde nach der Ligapause sofort in die Startelf neben Akanji berufen und war mit der durch den kicker vergebenen Zensur 2,5 der notenbeste von fünf eingesetzten Abwehrspielern des BVB. Dreimal ging Bayer in Führung, das Siegtor erzielte schließlich Haaland per Foulelfmeter nach einem Ellbogenstoß im Strafraum gegen Kapitän Reus. Zuvor war auch der Ex-Leverkusener Brandt, zum ersten Mal in dieser Saison von Beginn an eingesetzt, vor dem gegnerischen Tor erfolgreich gewesen. Gegen Beşiktaş musste der kroatische Nationalspieler dann auf die Bank ausweichen, als Trainer Rose erstmals Mats Hummels wieder von Beginn an aufbieten konnte. Die dadurch verbesserte defensive Stabilität wurde ergänzt durch den bis dahin notenbesten Auftritt Gregor Kobels, der seinem Team mit mehreren Paraden den 2:1-Sieg sicherte.

## Spielkleidung
| Heim (national) | Heim (international) | Auswärts |

## Statistiken

### Alle Spiele im Detail
Die Tabelle listet alle Spiele des Vereins der Saison 2021/22 inklusive der Vorbereitungs- und Testspiele auf. Spiele, die im Elfmeterschießen entschieden wurden, werden als Unentschieden (gelb) gewertet, Siege sind grün und Niederlagen rot markiert.
| Datum              | Heim                     | Gast                     | Ergebnis  | Tore BVB | Ort                                    | Wettbewerb                                     |
| ------------------ | ------------------------ | ------------------------ | --------- | --- | -------------------------------------- | ---------------------------------------------- |
| 13. Juli 2021      | FC Gießen                |                          | 0:2 (0:2) | 0:1 Knauff (34.), 0:2 Tigges (42.) | Waldstadion, Gießen                    | Testspiel                                      |
| 17. Juli 2021      |                          | VfL Bochum               | 1:3 (0:0) | 1:3 Pašalić (83.) | Schauinsland-Reisen-Arena, Duisburg    | Testspiel                                      |
| 24. Juli 2021      |                          | Athletic Bilbao          | 0:2 (0:0) | | Kybunpark, St. Gallen                  | Testspiel                                      |
| 30. Juli 2021      |                          | FC Bologna               | 3:0 (3:0) | 1:0 Reyna (24.), 2:0 Maloney (42.), 3:0 Tigges (45.) | Cashpoint-Arena, Altach                | Testspiel                                      |
| 7. August 2021     | SV Wehen Wiesbaden       |                          | 0:3 (0:2) | 0:1 Haaland (26.), 0:2 Haaland (31., Foulelfmeter), 0:3 Haaland (51.) | Brita-Arena, Wiesbaden                 | DFB-Pokal, 1. Hauptrunde                       |
| 14. August 2021    |                          | Eintracht Frankfurt      | 5:2 (3:1) | 1:0 Reus (23.), 2:1 Hazard (32.), 3:1 Haaland (34.), 4:1 Reyna (58.), 5:1 Haaland (70.)                                                                                  | Westfalenstadion, Dortmund             | Bundesliga                                     |
| 17. August 2021    |                          | FC Bayern München        | 1:3 (0:1) | 1:2 Reus (64.) | Westfalenstadion, Dortmund             | DFL-Supercup                                   |
| 21. August 2021    | SC Freiburg              |                          | 2:1 (1:0) | 2:1 Keitel (59., Eigentor) | Dreisamstadion, Freiburg               | Bundesliga                                     |
| 27. August 2021    |                          | TSG 1899 Hoffenheim      | 3:2 (0:0) | 1:0 Reyna (49.), 2:1 Bellingham (69.), 3:2 Haaland (90+1.) | Westfalenstadion, Dortmund             | Bundesliga                                     |
| 1. September 2021  | SpVg Hagen 1911          |                          | 0:4       | 0:1 Bornemann (11.), 0:2 Kolbeinn Finnsson (18.), 0:3 Reinier (35.), 0:4 Amedick (44.)                                                                                   | Ischelandstadion, Hagen                | Benefizspiel für Flutopfer (nur eine Halbzeit) |
| 1. September 2021  | SV Hohenlimburg          |                          | 0:8       | 0:1 Viet (1.), 0:2 Brandt (4., Foulelfmeter), 0:3 Reinier (9.), 0:4 Maloney (11.), 0:5 Pongračić (21.), 0:6 Viet (31.), 0:7 Kamara (35.), 0:8 Kamara (41., Foulelfmeter) | Ischelandstadion, Hagen                | Benefizspiel für Flutopfer (nur eine Halbzeit) |
| 11. September 2021 | Bayer 04 Leverkusen      |                          | 3:4 (2:1) | 1:1 Haaland (37.), 2:2 Brandt (49.), 3:3 Guerreiro (71.), 3:4 Haaland (77., Handelfmeter)                                                                                | BayArena, Leverkusen                   | Bundesliga                                     |
| 15. September 2021 | Beşiktaş Istanbul        |                          | 1:2 (0:2) | 0:1 Bellingham (20.), 0:2 Haaland (45+3.) | Vodafone Park, Istanbul                | Champions League, Gruppenphase                 |
| 18. September 2021 |                          | 1. FC Union Berlin       | 3:2 (0:0) | 1:0 Guerreiro (10.), 2:0 Haaland (24.), 3:0 Friedrich (52., Eigentor), 4:2 Haaland (83.)                                                                                 | Westfalenstadion, Dortmund             | Bundesliga                                     |
| 25. September 2021 | Borussia Mönchengladbach |                          | 1:0 (1:0) | | Borussia-Park, Mönchengladbach         | Bundesliga                                     |
| 28. September 2021 |                          | Sporting Lissabon        | 1:0 (1:0) | 1:0 Malen (37.) | Westfalenstadion, Dortmund             | Champions League, Gruppenphase                 |
| 2. Oktober 2021    |                          | FC Augsburg              | 2:1 (1:1) | 1:0 Guerreiro (10.), 2:1 Brandt (51.) | Westfalenstadion, Dortmund             | Bundesliga                                     |
| 7. Oktober 2021    |                          | SC Paderborn 07          | 0:3 (0:0) | | BVB-Trainingsgelände Brackel, Dortmund | Testspiel                                      |
| 16. Oktober 2021   |                          | 1. FSV Mainz 05          | 3:1 (1:0) | 1:0 Reus (3.), 2:0 Haaland (54., Handelfmeter), 3:1 Haaland (90+4.) | Westfalenstadion, Dortmund             | Bundesliga                                     |
| 19. Oktober 2021   | Ajax Amsterdam           |                          | 4:0 (2:0) | | Johan-Cruyff-Arena, Amsterdam          | Champions League, Gruppenphase                 |
| 23. Oktober 2021   | Arminia Bielefeld        |                          | 1:3 (0:2) | 0:1 Can (31., Foulelfmeter), 0:2 Hummels (45.), 0:3 Bellingham (72.) | SchücoArena, Bielefeld                 | Bundesliga                                     |
| 26. Oktober 2021   |                          | FC Ingolstadt 04         | 2:0 (0:0) | 1:0 Hazard (72.), 2:0 Hazard (81.) | Westfalenstadion, Dortmund             | DFB-Pokal, 2. Hauptrunde                       |
| 30. Oktober 2021   |                          | 1. FC Köln               | 2:0 (1:0) | 1:0 Hazard (40.), 2:0 Tigges (63.) | Westfalenstadion, Dortmund             | Bundesliga                                     |
| 3. November 2021   |                          | Ajax Amsterdam           | 1:3 (1:0) | 1:0 Reus (37., Foulelfmeter) | Westfalenstadion, Dortmund             | Champions League, Gruppenphase                 |
| 6. November 2021   | RB Leipzig               |                          | 2:1 (1:0) | 1:1 Reus (52.) | Red Bull Arena, Leipzig                | Bundesliga                                     |
| 20. November 2021  |                          | VfB Stuttgart            | 2:1 (0:0) | 1:0 Malen (56.), 2:1 Reus (85.) | Westfalenstadion, Dortmund             | Bundesliga                                     |
| 24. November 2021  | Sporting Lissabon        |                          | 1:3 (0:2) | 3:1 Malen (90.) | Estádio José Alvalade XXI, Lissabon    | Champions League, Gruppenphase                 |
| 27. November 2021  | VfL Wolfsburg            |                          | 1:3 (1:1) | 1:1 Can (35., Foulelfmeter), 1:2 Malen (55.), 1:3 Haaland (81.) | Volkswagen Arena, Wolfsburg            | Bundesliga                                     |
| 27. November 2021  |                          | FC Bayern München        | 2:3 (1:2) | 1:0 Brandt (5.), 2:2 Haaland (47.) | Westfalenstadion, Dortmund             | Bundesliga                                     |
| 7. Dezember 2021   |                          | Beşiktaş Istanbul        | 5:0 (2:0) | 1:0 Malen (29.), 2:0 Reus (45+2., Foulelfmeter), 3:0 Reus (53.), 4:0 Haaland (68.), 5:0 Haaland (81.)                                                                    | Westfalenstadion, Dortmund             | Champions League, Gruppenphase                 |
| 11. Dezember 2021  | VfL Bochum               |                          | 1:1 (1:0) | 1:1 Brandt (85.) | Ruhrstadion, Bochum                    | Bundesliga                                     |
| 15. Dezember 2021  |                          | SpVgg Greuther Fürth     | 3:0 (1:0) | 1:0 Haaland (33., Handelfmeter), 2:0 Haaland (82.), 3:0 Malen (89.) | Westfalenstadion, Dortmund             | Bundesliga                                     |
| 18. Dezember 2021  | Hertha BSC               |                          | 3:2 (0:1) | 0:1 Brandt (31.), 3:2 Tigges (83.) | Olympiastadion, Berlin                 | Bundesliga                                     |
| 8. Januar 2022     | Eintracht Frankfurt      |                          | 2:3 (2:0) | 2:1 Hazard (71.), 2:2 Bellingham (87.), 2:3 Dahoud (89.) | Deutsche Bank Park, Frankfurt am Main  | Bundesliga                                     |
| 14. Januar 2022    |                          | SC Freiburg              | 5:1 (3:0) | 1:0 Meunier (14.), 2:0 Meunier (29.), 3:0 Haaland (45+1.), 4:1 Haaland (75.), 5:1 Dahoud (86.)                                                                           | Westfalenstadion, Dortmund             | Bundesliga                                     |
| 18. Januar 2022    | FC St. Pauli             |                          | 2:1 (2:0) | 2:1 Haaland (58., Handelfmeter) | Millerntorstadion, Hamburg             | DFB-Pokal, Achtelfinale                        |
| 22. Januar 2022    | TSG 1899 Hoffenheim      |                          | 2:3 (1:1) | 0:1 Haaland (6.), 1:2 Reus (58.), 1:3 Raum (66., Eigentor) | Prezero-Arena, Sinsheim                | Bundesliga                                     |
| 18. Februar 2022   |                          | Glasgow Rangers          | 2:4 (0:2) | 1:3 Bellingham (51.), 2:4 Guerreiro (82.) | Westfalenstadion, Dortmund             | Europa League, Play-offs                       |
| 14. Januar 2022    |                          | Borussia Mönchengladbach | 6:0 (2:0) | 1:0 Reus (26.), 2:0 Malen (32.), 3:0 Wolf (70.), 4:0 Moukoko (74.), 5:0 Reus (82.), 6:0 Can (90., Foulelfmeter)                                                          | Westfalenstadion, Dortmund             | Bundesliga                                     |
| 24. Februar 2022   | Glasgow Rangers          |                          | 2:2 (1:2) | 1:1 Bellingham (31.), 1:2 Malen (42.) | Ibrox Stadium, Glasgow                 | Europa League, Play-offs                       |
| 27. Februar 2022   | FC Augsburg              |                          | 1:1 (0:1) | 0:1 Hazard (35.) | WWK Arena, Augsburg                    | Bundesliga                                     |
| 13. März 2022      |                          | Arminia Bielefeld        | 1:0 (0:1) | 1:0 Wolf (21.) | Westfalenstadion, Dortmund             | Bundesliga                                     |
| 16. März 2022      | 1. FSV Mainz 05          |                          | 0:1 (0:0) | 0:1 Witsel (87.) | Mewa Arena, Mainz                      | Bundesliga                                     |

### Einsatzstatistiken
Die Tabelle zeigt die Pflichtspieleinsätze (exklusive des Supercups) aller im Kader gelisteter Spieler inklusive deren Tore auf. In Elfmeterschießen erzielte Tore werden nicht gelistet. Fett markierte Werte sind Höchstwerte innerhalb der Mannschaft.
| Nr.                  | Nat.               | Name                    | Position   | Spiele BL    | Tore BL      | Spiele EP *  | Tore EP *    | Spiele Pokal | Tore Pokal   | Spiele gesamt | Tore gesamt  |
| -------------------- | ------------------ | ----------------------- | ---------- | ------------ | ------------ | ------------ | ------------ | ------------ | ------------ | ------------- | ------------ |
| 01                   | Schweiz            | Gregor Kobel            | Tor        | 25           | 0            | 8            | 0            | 2            | 0            | 35            | 0            |
| 02                   | Spanien            | Mateu Morey             | Abwehr     |              |              | 0            | 0            | 0            | 0            | 0             | 0            |
| 04                   | Frankreich         | Soumaïla CoulibalyII    | Abwehr     |              |              | 0            | 0            | 0            | 0            | 0             | 0            |
| 05                   | Frankreich         | Dan-Axel Zagadou        | Abwehr     | 9            | 0            | 3            | 0            | 1            | 0            | 13            | 0            |
| 06                   | Danemark           | Thomas Delaney1–2       | Mittelfeld | 1            | 0            | 0            | 0            | 1            | 0            | 2             | 0            |
| 07                   | Vereinigte Staaten | Giovanni Reyna          | Mittelfeld | 7            | 2            | 1            | 0            | 1            | 0            | 9             | 2            |
| 08                   |                    | Mahmoud Dahoud          | Mittelfeld | 20           | 2            | 6            | 0            | 1            | 0            | 27            | 2            |
| 09                   | Norwegen           | Erling Haaland          | Sturm      | 16           | 16           | 3            | 3            | 2            | 4            | 21            | 23           |
| 10                   | Belgien            | Thorgan Hazard          | Mittelfeld | 20           | 4            | 4            | 0            | 3            | 2            | 27            | 6            |
| 11                   |                    | Marco Reus              | Mittelfeld | 22           | 9            | 8            | 3            | 3            | 0            | 33            | 12           |
| 13                   | Portugal           | Raphaël Guerreiro       | Abwehr     | 16           | 4            | 4            | 1            | 1            | 0            | 21            | 5            |
| 14                   |                    | Nico Schulz             | Abwehr     | 15           | 0            | 6            | 0            | 1            | 0            | 22            | 0            |
| 15                   |                    | Mats Hummels            | Abwehr     | 20           | 1            | 7            | 0            | 2            | 0            | 28            | 1            |
| 16                   | Schweiz            | Manuel Akanji           | Abwehr     | 18           | 0            | 6            | 0            | 3            | 0            | 27            | 0            |
| 18                   |                    | Youssoufa Moukoko       | Sturm      | 11           | 1            | 3            | 0            | 2            | 0            | 16            | 1            |
| 19                   |                    | Julian Brandt           | Mittelfeld | 23           | 5            | 7            | 0            | 2            | 0            | 32            | 5            |
| 20                   | Brasilien          | Reinier                 | Mittelfeld | 8            | 0            | 5            | 0            | 1            | 0            | 14            | 0            |
| 21                   | Niederlande        | Donyell Malen           | Sturm      | 25           | 4            | 8            | 4            | 2            | 0            | 35            | 8            |
| 22                   | England            | Jude Bellingham         | Mittelfeld | 24           | 3            | 8            | 3            | 3            | 0            | 35            | 6            |
| 23                   |                    | Emre Can                | Mittelfeld | 17           | 3            | 3            | 0            | 1            | 0            | 21            | 3            |
| 24                   | Belgien            | Thomas Meunier          | Abwehr     | 17           | 2            | 7            | 0            | 2            | 0            | 26            | 2            |
| 25                   |                    | Luca UnbehaunII         | Tor        |              |              | 0            | 0            | 0            | 0            | 0             | 0            |
| 27                   |                    | Steffen TiggesII        | Sturm      | 9            | 3            | 4            | 0            | 2            | 0            | 15            | 3            |
| 28                   | Belgien            | Axel Witsel             | Mittelfeld | 22           | 1            | 8            | 0            | 3            | 0            | 33            | 1            |
| 29                   |                    | Marcel Schmelzer        | Abwehr     |              |              | 0            | 0            | 0            | 0            | 0             | 0            |
| 30                   |                    | Felix Passlack          | Mittelfeld | 6            | 0            | 2            | 0            | 2            | 0            | 10            | 0            |
| 31                   |                    | Silas OstrzinskiU19     | Tor        |              |              | 0            | 0            | 0            | 0            | 0             | 0            |
| 32                   | Guinea-a           | Abdoulaye KamaraU19, II | Mittelfeld |              |              | 0            | 0            | 0            | 0            | 0             | 0            |
| 34                   | Kroatien           | Marin Pongračićab 4     | Abwehr     | 14           | 0            | 5            | 0            | 1            | 0            | 20            | 0            |
| 35                   | Schweiz            | Marwin Hitz             | Tor        | 2            | 0            | 0            | 0            | 1            | 0            | 3             | 0            |
| 36                   |                    | Ansgar KnauffII, 1–19   | Sturm      | 5            | 0            | 3            | 0            | 1            | 0            | 9             | 0            |
| 37                   |                    | Tobias RaschlII, 1–20   | Mittelfeld | ohne Einsatz | ohne Einsatz | ohne Einsatz | ohne Einsatz | ohne Einsatz | ohne Einsatz | ohne Einsatz  | ohne Einsatz |
| 38                   | Schweiz            | Roman Bürki             | Tor        |              |              | 0            | 0            | 0            | 0            | 0             | 0            |
| 39                   |                    | Marius Wolf             | Mittelfeld | 19           | 2            | 6            | 0            | 1            | 0            | 26            | 2            |
| 40                   |                    | Stefan DrljačaII        | Tor        |              |              | 0            | 0            | 0            | 0            | 0             | 0            |
| 42                   | Turkei             | Göktan GürpüzU19        | Mittelfeld |              |              | 0            | 0            | 0            | 0            | 0             | 0            |
| 44                   | Niederlande        | Immanuel PheraiII       | Mittelfeld |              |              | 0            | 0            | 0            | 0            | 0             | 0            |
| 45                   | Vereinigte Staaten | Lennard MaloneyII       | Abwehr     | 2            | 0            | 0            | 0            | 0            | 0            | 2             | 0            |
| 47                   |                    | Antonios PapadopoulosII | Mittelfeld | 1            | 0            | 0            | 0            | 1            | 0            | 2             | 0            |
| Stand: 16. März 2022 |                    |                         |            |              |              |              |              |              |              |               |              |